# Центральный стадион имени Ф. Г. Логинова
Центральный стадион им. Ф. Г. Логинова в городе Волжский построен в 1955 году. Является домашней ареной футбольного клуба «Энергия». С 1959 года стадион носит имя основателя города Волжский Фёдора Логинова. В 1993 году использовался волгоградским «Ротором» в качестве домашнего стадиона наряду со своей ареной в матчах высшей лиги.

## Устройство стадиона
Стадион включает в себя:
- Основное футбольное поле с натуральным покрытием 104 х 69
- Трибуны на 7000 мест
- Легкоатлетическое ядро
- Универсальный спортивный зал
- Теннисные корты
- Атлетический зал и зал борьбы
- Запасное футбольное поле с синтетическим покрытием 100 х 65
- Многофункциональную спортивную площадку
- Центральный бассейн

## Неспортивные события
- 10 сентября 1961 года на стадионе с речью выступал Никита Сергеевич Хрущёв[5].
- 21 июля 2002 года на стадионе в честь празднования Дня металлурга выступала группа «Любэ».
- 14 июля 2007 года на стадионе в честь празднования Дня металлурга выступала рок-группа «Чайф».
- Кроме того стадион неоднократно становился местом проведения различных мероприятий и концертов посвящённых местным городским праздникам.